# Aljaksandr Bahdanowitsch
Aljaksandr Wiktarawitsch Bahdanowitsch (belarussisch Аляксандр Віктаравіч Багдановіч; * 29. April 1982 in Jalisawa, Weißrussische SSR, Sowjetunion) ist ein belarussischer Kanute und Olympiasieger.

## Karriere
Aljaksandr Bahdanowitsch nahm an drei Olympischen Spielen teil und gab 2004 sein Olympiadebüt in Athen an der Seite von Aljaksandr Kurljandtschyk. Im Zweier-Canadier erreichten sie zunächst über 500 Meter dank eines dritten Platzes im Halbfinale noch den Endlauf, in dem sie den sechsten Platz belegten. Auf der 1000-Meter-Strecke verpassten sie erneut die direkte Finalqualifikation und kamen diesmal im Halbfinale auch nicht über den vierten Platz hinaus, womit sie vorzeitig ausschieden. Danach ging Bahdanowitsch mit seinem jüngeren Bruder Andrej Bahdanowitsch bei zwei Spielen an den Start, bei denen die beiden große Erfolge erzielten. Bei den Olympischen Spielen 2008 in Peking traten die beiden im Zweier-Canadier in zwei Wettbewerben an. Über 500 Meter qualifizierten sie sich als Zweite ihres Vorlaufs direkt für den Endlauf, in dem sie knapp einen Medaillengewinn verpassten. Nach 1:41,996 Minuten erreichten sie 32 Hundertstelsekunden nach den Deutschen Christian Gille und Tomasz Wylenzek als Vierte das Ziel. Weit besser verlief dagegen der Wettbewerb auf der 1000-Meter-Distanz. Die Brüder gewannen ihren Vorlauf und schließlich auch den Endlauf, womit sie als Olympiasieger die Goldmedaille erhielten. Sie setzten sich mit einem Vorsprung von 0,2 Sekunden vor Christian Gille und Tomasz Wylenzek durch, den dritten Platz belegten die insgesamt 3,9 Sekunden langsameren Ungarn György Kozmann und Tamás Kiss.
Bei den Olympischen Spielen 2012 in London gingen die Bahdanowitsch-Brüder nur auf der 1000-Meter-Strecke an den Start. Aufgrund eines dritten Platzes im Vorlauf gelang die Finalqualifikation erst über das Halbfinale, in dem sie ihren Lauf auf Rang zwei beendeten. Im Finale überquerten sie nach 3:35,206 Minuten hinter den siegreichen Deutschen Peter Kretschmer und Kurt Kuschela als Zweite die Ziellinie und sicherten sich so die Silbermedaille. Dritter wurden Alexei Korowaschkow und Ilja Perwuchin aus Russland. Eine Teilnahme an den Olympischen Spielen 2016 in Rio de Janeiro blieb den Bahdanowitschs verwehrt. Aufgrund von Unregelmäßigkeiten bei Dopingtests im Vorfeld der Spiele verhängte der Internationale Kanuverband eine einjährige Sperre der Verbände von Belarus und Rumänien. Ein Einspruch wurde vom Internationalen Sportgerichtshof abgewiesen, womit beide Verbände von der Teilnahme der Spiele ausgeschlossen blieben.
Mehrere Medaillen gewann Bahdanowitsch auch bei Weltmeisterschaften. Seine erste sicherte er sich im Vierer-Canadier bei den Weltmeisterschaften 2001 in Posen, als er über 1000 Meter den zweiten Platz belegte. Ein Jahr später wurde er in Sevilla in derselben Disziplin Dritter und wiederholte 2005 in Zagreb diese Platzierung im Vierer-Canadier, diesmal aber über 200 Meter. 2006 sicherte er sich in Szeged im Vierer-Canadier über 1000 Meter die Bronzemedaille, ehe ihm 2009 in Dartmouth auf der 200-Meter-Sprintstrecke im Vierer-Canadier schließlich der Titelgewinn gelang. Ein Jahr darauf wurde er mit seinem Bruder Andrej in Posen im Zweier-Canadier auf der 1000-Meter-Distanz Vizeweltmeister.
Bei den Europaspielen 2015 in Baku gewannen Aljaksandr und Andrej Bahdanowitsch über 1000 Meter im Zweier-Canadier die Goldmedaille.
Insgesamt 13 Medaillengewinne gelangen Bahdanowitsch bei Europameisterschaften. 2004 wurde er in Posen im Vierer-Canadier sowohl über 500 Meter als auch über 1000 Meter Dritter. 2006 belegte er in Račice u Štětí im Vierer-Canadier über 500 Meter den zweiten und im Zweier-Canadier mit Bruder Andrej über 1000 Meter den dritten Platz. Ein Jahr darauf wurde er in Pontevedra auf der 500-Meter-Strecke im Vierer-Canadier ebenso Europameister wie zusammen mit Andrej im Zweier-Canadier. Darüber hinaus gewannen die Brüder über 1000 Meter die Bronzemedaille. 2008 in Mailand belegten sie dann auch auf der 1000-Meter-Distanz erstmals den ersten Platz, während sie beide im Vierer-Canadier über 200 Meter die Bronzemedaille gewannen. 2011 wurden sie in Belgrad über 1000 Meter jeweils Vizeeuropameister im Zweier- und im Vierer-Canadier, ein Jahr später belegten sie in Zagreb auf der Distanz im Zweier-Canadier den dritten Platz. Bei den Europameisterschaften 2016 in Moskau gewannen die Brüder mit Silber über 1000 Meter ihre letzte gemeinsame Medaille bei einer Kontinentalmeisterschaft.
2008 wurden Bahdanowitsch und sein Bruder Andrej nach ihrem Olympiasieg zu Ehrenbürgern von Babrujsk ernannt. Im Jahr 2016 beendete er seine Karriere und stieg in die Politik ein. Im September des Jahres wurde er ins Repräsentantenhaus von Belarus gewählt.